# Emanação fria
Emanação fria, fonte fria, emanação metânica ou emanação de metano (por vezes anglicizado cold seep) é a designação dada às áreas do leito marinho onde ocorrem emanações, mais ou menos difusas, de sulfureto de hidrogénio, metano e outros fluidos ricos em hidrocarbonetos, frequentemente formando piscinas de salmoura. As emanações frias albergam um bioma que inclui uma grande diversidade de espécies endémicas. A referência a emanação "fria" não implica que os fluidos emanados sejam mais frios que as águas circundantes, sendo pelo contrário em geral ligeiramente mais quentes, visando apenas distinguir estas emanações das fontes hidrotermais, sempre muito mais quentes. A presença continuada de emanações frias, por vezes durante períodos geológicos alargados, leva ao desenvolvimento de uma topografia com características únicas, onde as reações entre o metano e a água do mar cria formações e recifes de rochas carbonatadas, incluindo em geral o mineral ikaite, uma forma de carbonato de cálcio hidratado associada à oxidação de metano nas áreas de emanação fria. As reações entre o metano e as águas circundantes podem também depender da atividade bacteriana.

## Tipos

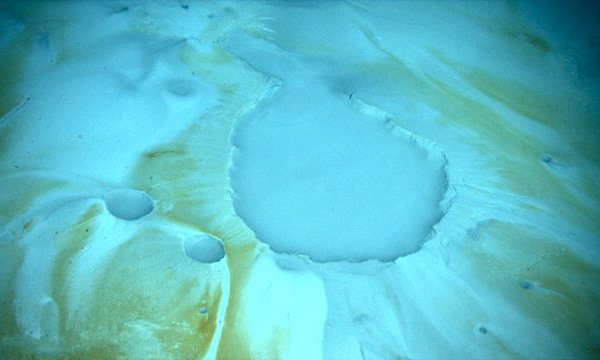
As crateras visíveis na imagem marcam a formação de lagos submarinos a partir dos quais sal se exfiltrou através das rochas e se encrustou no substrato circundante.

As zonas de emanação fria podem ser classificadas quanto à profundidade a que ocorrem como pouco profundas ou profundas. Adicionalmente, as emanações frias podem ser classificadas com maior detalhe como:
- Emanações de petróleo/emanações de gás[2]
- Emanações gasosas:[2] emanações de metano
- Emanações de hidratos de gás[2]
- Emanaçoes de salmoura[2]
- Pockmarks[2]
- Vulcões de lama[2]

## Galeria

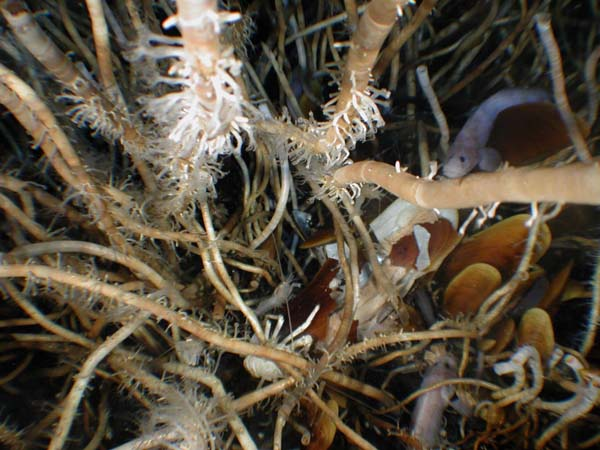
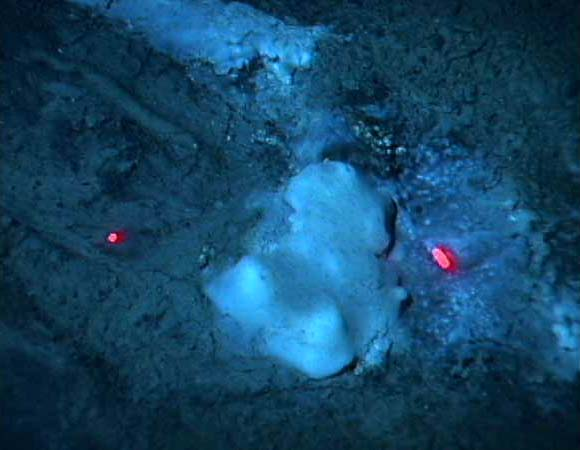
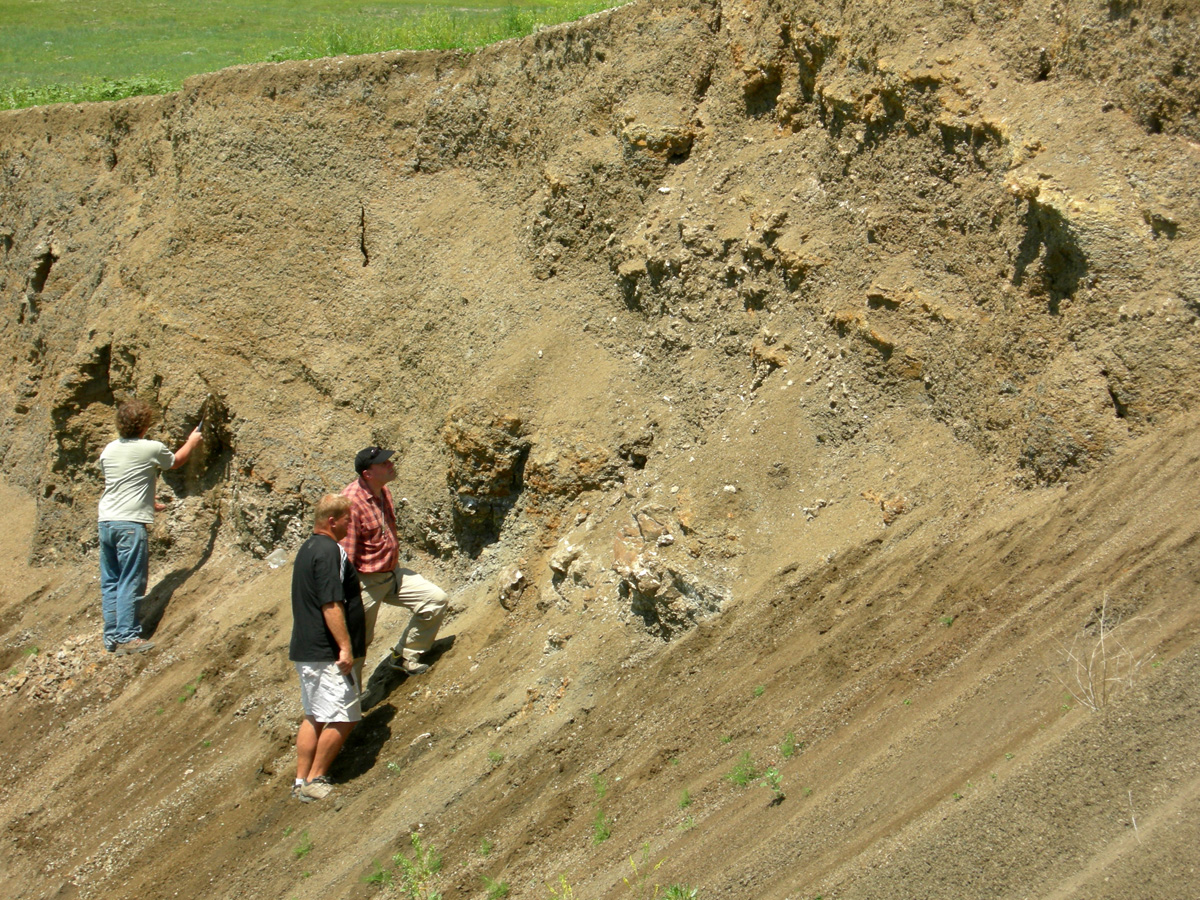